# Sybra taiwanensis
Sybra taiwanensis là một loài bọ cánh cứng trong họ Cerambycidae.